# Échiré
Échiré är en kommun i departementet Deux-Sèvres i regionen Nouvelle-Aquitaine i västra Frankrike. Kommunen ligger i kantonen Niort-Nord som tillhör arrondissementet Niort. År 2022 hade Échiré 3 536 invånare.

## Befolkningsutveckling
Antalet invånare i kommunen Échiré
| Referens: INSEE |